# Erwartung (Schönberg)
Erwartung (op. 17) ist ein musikalisches Monodram in einem Akt von Arnold Schönberg. Es ist sein erstes Werk, das er für die Bühne komponierte. Das Libretto stammt von Marie Pappenheim. Obwohl Schönberg seine Komposition bereits am 12. September 1909 abgeschlossen hatte, fand die Uraufführung erst rund 15 Jahre später, am 6. Juni 1924, am Neuen Deutschen Theater in Prag im Rahmen des Musikfestes der Internationalen Gesellschaft für Neue Musik unter der Leitung von Alexander von Zemlinsky statt.

## Orchester
Piccolo, drei Flöten, drei Oboen, Englischhorn (auch 4. Oboe), Klarinette in D, Klarinette in B, zwei Klarinetten in A, Bassklarinette in B, drei Fagotte, Kontrafagott, vier Hörner, drei Trompeten, drei Posaunen, Basstuba, Pauken, Schlagzeug (Becken, Große Trommel, Kleine Trommel, Tamtam, Ratschen, Triangel), Harfe, Celesta, Glockenspiel, Xylophon, Streicher

## Handlung
Es ist Nacht. Das Bild zeigt drei Wege im Mondlicht, umsäumt von hohen, dichten Bäumen. Man sieht eine junge Frau, die auf der Suche nach ihrem Geliebten verzweifelt durch den Wald irrt. Dabei durchlebt sie alle seelischen Empfindungen; Angst und Hoffnung korrespondieren miteinander in rascher Folge. Als sie mit dem Fuß an eine Leiche stößt, muss sie entsetzt feststellen, dass es die ihres Geliebten ist.

## Musik
Das Werk ist ein Vertreter des musikalischen Expressionismus. Die Tonalität ist aufgelöst, die traditionelle Harmonik außer Kraft gesetzt. Dem subjektiv-psychologischen Text entsprechend verfasst Schönberg eine freiströmende, noch durch keine Zwölftontechnik regulierte Musik voller emotionaler Extreme. Ein Relikt der Spätromantik ist das groß besetzte Orchester.

## Tonträger
- Arnold Schönberg: Erwartung (und Ernst Krenek: Symphonic Elegy for String Orchestra (In Memoriam Anton von Webern)), Dimitri Mitropoulos, Dorothy Dow, New York Philharmonic, Columbia ML 4524
- Arnold Schönberg: Erwartung (und Fünf Orchesterstücke und Die glückliche Hand), Hermann Scherchen, Magda Laszló, Symphonieorchester des Bayerischen Rundfunks, Orfeo C 274 921 B
- Arnold Schönberg: Erwartung, Hermann Scherchen, Helga Pilarczyk, Nordwestdeutsche Philharmonie, Wergo 6770 2
- Arnold Schönberg: Erwartung (und Alban Berg: Wozzeck), Christoph von Dohnányi, Anja Silja, Wiener Philharmoniker, Decca 478 3408
- Arnold Schönberg: Erwartung (und Brettl-Lieder), James Levine, Jessye Norman, Metropolitan Opera Orchestra, Philips 426 261-2
- Arnold Schönberg: Erwartung (und Kammersymphonie Nr. 1), Simon Rattle, Phyllis Bryn-Julson, City of Birmingham Symphony Orchestra, EMI 5 55212
- Arnold Schönberg: Erwartung (und Pierrot Lunaire), Giuseppe Sinopoli, Alessandra Marc, Staatskapelle Dresden, Teldec 3984-22901-2
- Arnold Schönberg: Erwartung (und Pelleas und Melisande), Robert Craft, Anja Silja, Philharmonia Orchestra, Naxos 8.557527

## Aufführungen
- 9. Juni 1991: Theater Basel, Inszenierung: Peter Konwitschny, Dirigent: Ingo Metzmacher, Frau: Kristine Ciesinski. Zusammen mit Béla Bartók: Herzog Blaubarts Burg.[1]
- 2009: Inszenierung von Thomas Bischoff an der Staatsoper Stuttgart, Frau: Elena Nebera
- 7. März 2010: Inszenierung von Matthew Jocelyn an der Hamburgischen Staatsoper, Dirigentin: Simone Young, Frau: Deborah Polaski
- März 2011: Kölner Philharmonie, WDR Sinfonieorchester Köln, Dirigent: Jukka-Pekka Saraste, Frau: Jeanne-Michèle Charbonnet
- Juni 2015: Philharmonie im Gasteig, Symphonieorchester des Bayerischen Rundfunks, Dirigent: Daniel Harding, Frau: Evelyn Herlitzius
- 29. Januar 2023: Premiere Dido und Aeneas (Henry Purcell) ... Erwartung an der Bayerischen Staatsoper, Regie: Krzysztof Warlikowski, Dirigent: Andrew Manze, Frau: Aušrinė Stundytė[2]
- 13. Februar 2024: Premiere als Single Player VR-Game, Regie: André Bücker, Dirigent: Domonkos Héja, Staatstheater Augsburg[3]
- 7. April 2024: Premiere zusammen mit Ethel Smyths Oper Der Wald an der Oper Wuppertal, Inszenierung: Manuel Schmitt, Dirigent: Patrick Hahn[4]
- 27. Juli 2025: Premiere zusammen mit Fünf Stücke für Orchester von Anton Webern und Der Abschied von Gustav Mahler bei den Salzburger Festspielen, Inszenierung: Peter Sellars, Dirigent: Esa-Pekka Salonen[5]